# 文珍・南光のわがまま演芸会
文珍・南光のわがまま演芸会（ぶんちん・なんこうのわがままえんげいかい）は、NHK総合テレビで年に数回定期的に放映されていた寄席風の演芸番組。
企画構成演芸作家の小佐田定雄。番組の観覧客が書いたアンケートを番組の最後の楽屋トークで紹介し話をゲストと共にトークを進めている。
当初は漫才師などの若手芸人も出演していたが現在は将来を担う落語家が出演。
2009年12月11日は「文珍・南光の家訓をたずねて」が放送、同年の12月23日には「文珍・南光のおでかけ演芸会～家訓をたずねて・落語編～」が放送された。2010年8月27日には「文珍・南光の家訓をたずねて」の第2弾を放送。2011年7月15日にも第3弾が放送された。

## 出演者
司会
- 桂文珍
- 桂南光

ナレーション
- 藤村俊二

## 過去の放送日とゲスト・演目
- 2006年8月7日深夜
  - 桂つく枝（落語、「動物園」）
  - 博多華丸・大吉（漫才、「絵本を読んで子どもを寝かしつける（三匹の子豚、浦島太郎、桃太郎）」）
  - 桂文珍（落語、「老婆の休日」）
- 2006年8月8日深夜
  - 桂小米朝（落語、「掛取り」）
  - チョップリン（コント、「影」）
  - 桂南光（落語、「上燗屋」）
- 2007年1月7日深夜
  - 桂南光（落語、「初天神」）
  - 麒麟（漫才、「だるまさんがころんだ、通販番組」）
  - 林家たい平（落語、「紙屑屋」）
- 2007年1月14日深夜
  - 桂文珍（落語、「風来坊」）
  - NON STYLE（コント、「時代劇」）
  - 柳家三三（落語、「権助提灯」）
- 2007年6月29日（「かんさい特集」枠内8時から8時45分）
  - 桂文珍（落語、「マニュアル全盛時代」）
  - 笑福亭三喬（落語、「花色木綿」）
  - ゲスト・益子直美
- 2007年7月6日（「かんさい特集」枠内8時から8時45分）
  - 桂南光（落語、「ちりとてちん」）
  - 桂吉弥（落語、「七段目」）
- 2008年2月22日（「かんさい特集」枠内8時から8時45分）
  - 桂あやめ（落語、「コンパ大作戦」）
  - 桂文珍（落語、「茶屋迎い」）
  - ゲスト・佐藤めぐみ
- 2008年2月29日（「かんさい特集」枠内8時から8時45分）
  - 桂歌之助（落語、「野崎詣り」）
  - 桂春菜（落語、「平成任侠伝」）
  - ゲスト・清水市代
- 2008年6月22日深夜
  - 桂三若（落語、「ひとり静」）
  - 桂文珍（落語、「老楽風呂」）
  - ゲスト・時東ぁみ
- 2008年6月29日深夜
  - 桂まん我（落語、「佐々木裁き」）
  - 桂南光（落語、「化物使い」）
  - ゲスト・時東ぁみ
- 2009年1月25日（「上方演芸ホール」枠内23時35分から0時18分）
  - 三遊亭王楽（落語、「猫の皿」）
  - 桂文珍（落語、「二十四孝」）
  - ゲスト・田中雅美
- 2009年2月1日（「上方演芸ホール」枠内23時35分から0時18分）
  - 桂よね吉（落語、「芝居道楽」）
  - 桂南光（落語、「京の茶漬け」）
  - ゲスト・田中雅美